# Thesea guadalupensis
Thesea guadalupensis is een zachte koraalsoort uit de familie Plexauridae. De koraalsoort komt uit het geslacht Thesea. Thesea guadalupensis werd in 1860 voor het eerst wetenschappelijk beschreven door Duchassaing & Michelotti. 